# Cregganbaun
Cregganbaun (irisch An Creagán Bán, deutsch ‚Platz der weißen Felsen‘, englisch the little white rocky place) ist ein Ort im Südwesten des Countys Mayo in der Provinz Connacht. Von Cregganbaun führt die R335 nach Norden in Richtung Louisburgh und nach Süden am See Doo Lough entlang über den Doo-Lough-Pass in Richtung Delphi (Galway).

## Geologie
In den 1980er Jahren gab es eine Kontroverse über eine mögliche Goldförderung in der Region des Croagh Patrick, Cregganbaun und Doo Lough. Im Jahr 2007 gab es einen erneuten Vorstoß eine Besuchermine zu eröffnen, die eine kleine Menge Gold produzieren sollte. Es sollte keine kommerzielle Goldförderung, sondern mehr als touristische Attraktion betrieben werden. Es handelt sich bei dem Gebiet um ein ausgewiesenes Schutzgebiet. Ein Antrag auf eine Prospektionslizenz (Erforschung möglicher Vorkommen) wurde von Mayo’s Gold eingereicht. In eine Bekanntmachungen wurde dargelegt, dass die im Rahmen einer Prospektionslizenz zulässigen Maßnahmen im Allgemeinen nicht invasiv sind und nur minimale Auswirkungen auf die Umwelt haben. Es wurde jedoch befürchtet, dass ein Unternehmen sich früher oder später nicht mehr mit dem Goldabbau für touristische Zwecke zufriedengeben würde, wenn sie erst einmal eine Lizenz zum Schürfen hätten und sich das Vorkommen als lukratives Abbaugebiet erweisen würde. Zu den Goldvorkommen gibt es in der Cregganbaun-Scherzone und im Cregganbaun-Quarzitgürtel.

## Sehenswürdigkeiten
- Die ehemalige „Cregganbaun National School“. Die Schüler der Ortschaft besuchen derzeit Schulen in Killeen oder Louisburgh.[5]
- Srahwee Wedge Tomb[6] Das Keilgrab wird auf 2000 v. Chr. datiert. Es besteht aus einer einzigen Kammer, die von einer großen Platte bedeckt wird. Es ist rund 5 Meter lang und 2 Meter breit. In früheren Zeiten wurde es von den Einheimischen als heiliger Brunnen verehrt.[7]